# 地獄の門 (トルクメニスタン)
地獄の門（じごくのもん、トルクメン語: Jähennem derwezesi）は、トルクメニスタンのダルヴァザにある洞窟に貫通する形で崩落した天然ガス田である。
地名からタルヴァザガスクレーター（英語: the Darvaza gas crater）と呼ばれたり、単にゲート（ロシア語: Дарваза）と呼ばれることもある。2018年にグルバングル・ベルディムハメドフ大統領はカラクムの輝き（カラクムのかがやき、トルクメン語: Garagum ýalkymy、ロシア語: Сияние Каракумов）と命名し正式名称としたが、その見た目から通称されている「地獄の門」という呼称が定着している。
1971年、メタンガスの拡散防止のために地質学者によって着火され燃焼が続いている。総面積は5350 m2で直径は69メートル (226 ft)、深さは30メートル (98 ft)。
トルクメニスタン政府は、このクレーターを国内の有力な観光地にすることを望んでいると伝えられていた。しかし2022年、ベルディムハメドフ大統領は、地域の生態系と住民の健康に悪影響を及ぼしていること、また国の繁栄のために必要な天然ガスを消費していることから、閉鎖に向けた手段を検討するよう政府内に指示を行っている。

## 地理
ダルヴァザ村近くに位置していて、トルクメニスタンの首都アシガバードの北約260キロメートル (160 mi)にあるカラクム砂漠の中ほどにある。ここのガス埋蔵量は世界最大級とされる。「地獄の門」という名称は地元住民が直径約70メートル (230 ft)ある巨大クレーターで燃えるオレンジ色の炎や沸騰している泥を目の当たりにして命名した。この燃焼地点は幅60メートル (200 ft)、深さ約20メートル (66 ft)あるとされる。

## 歴史

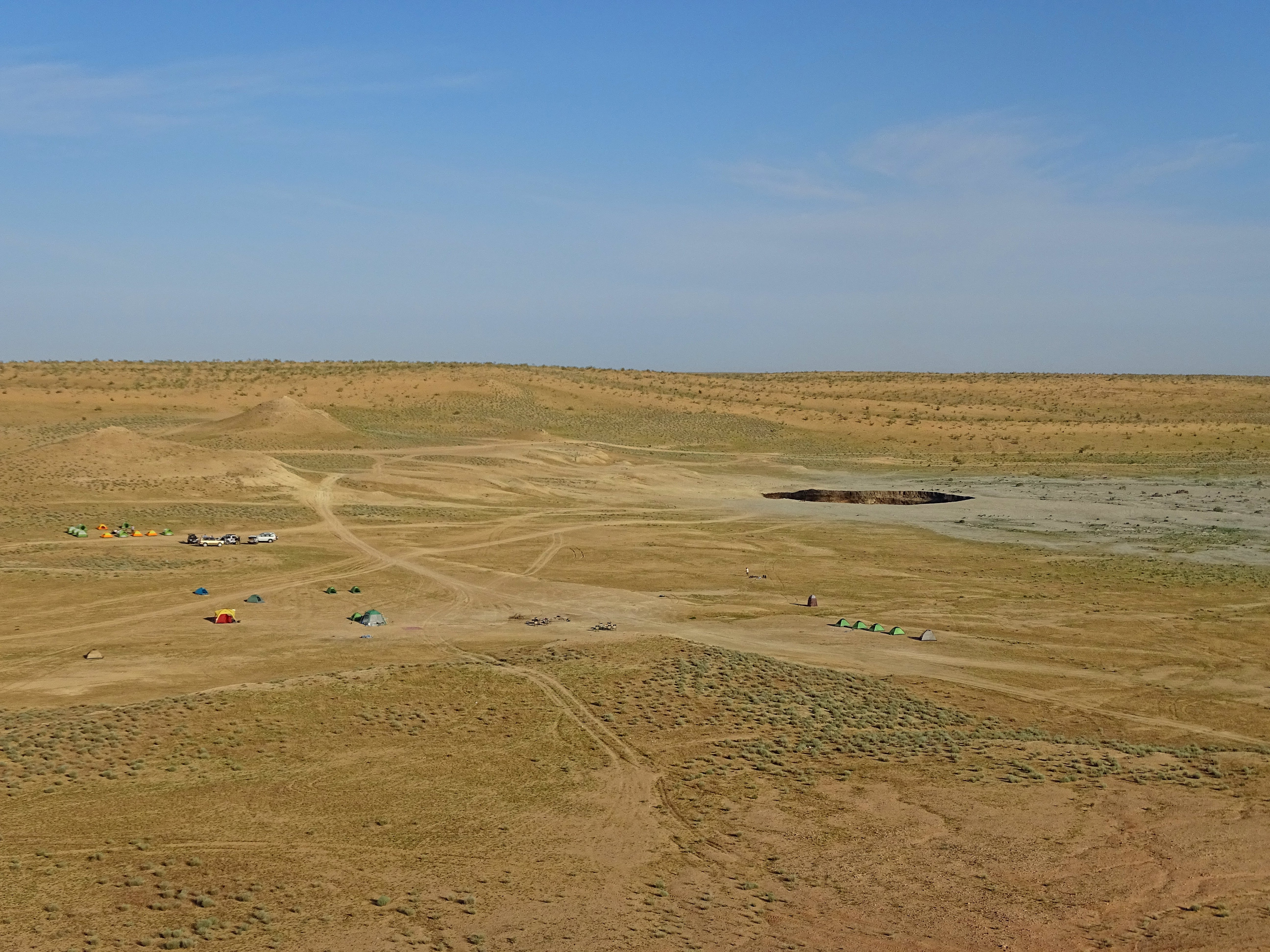
クレーター周辺。南に100メートル離れた場所にテントが張られている。

トルクメニスタンの地理学者であるアナトリー・ブッシュマキン(Anatoly Bushmakin)によれば、1971年にこの地を訪れたソビエト連邦の技術者は当初実用的な油田になると考えていたとされる。技術者は掘削リグを整え、この場所にあるオイルの貯蔵量を調査しようとし、予備的な調査で天然ガスを発見したが、掘削リグやキャンプ地が天然クレーターに崩落し埋まってしまった。
洞窟から放出された有毒ガスが近隣の町に及ぶ危険性が生じたため、技術者たちはガスに火を付けて燃え尽きるのを待つことにした。当初は、数週間以内にガスは燃え尽きると予想されていたが、技術者たちの予想は外れ、実際には半世紀が経過した現在もなお燃え続けている。
初期のクレーターについては不明で、地元の地理学者は1960年代にクレーターが崩落していて1980年代までガスは燃えていなかったとしている。しかし、ソビエト連邦にもトルクメニスタンにもこの出来事に関する記録は無い。
2010年4月、ベルディムハメドフ大統領がこの地を訪れ、クレーターを封鎖することを命じた。2013年、このクレーターを含むカラクム砂漠の一部を自然保護区に指定した。2019年、ベルディムハメドフ大統領は同年7月から野党勢力を介して海外メディアで報道されていた自身の死を否定するために国営テレビに出演し、同クレーター周辺でドーナツターンを披露した。
2014年7月16日にナショナルジオグラフィックで放送された「Die Trying」のエピソード「Crater of Fire」にて探検家のジョージ・コロニスが人類で初めてクレーターの底に足を踏み入れ、極限環境微生物のサンプルを収集した。
2025年時点で、炎の規模は全盛時の1/3程度にまで縮小している。これは周辺部でメタンガスを抜く井戸が盛んに掘削された影響であり、わずかな燃焼源が残るのみとなっている。

## 将来のガス採掘への影響
2010年4月に訪れたベルディムハメドフ大統領は、クレーターがこの地域にある他の天然ガス田の採掘に与える影響を抑えるための対策を講じると表明した。この時、トルクメニスタンはパキスタン、中華人民共和国、インド、イラン、ロシア、西ヨーロッパといった多くの国々に輸出するために天然ガス年間生産量を2030年までに2250億立方メートル (7.9兆立方フィート)まで増やす計画を発表した。